# جزر رأس تنس
جزر رأس تنس (بالإنجليزية: Cape tenes islands)‏ مجموعة جزر صغيرة وصخور بحرية تقع في البحر الأبيض المتوسط قبالة رأس تنس بولاية الشلف الواقعة شمال غرب الجزائر.
تتكون المجموعة من:
- جزيرة صغيرة 0.4 هكتار 36°33′16″N 1°21′53″E / 36.554332°N 1.364764°E
- جزيرة صغيرة 0.3 هكتار 36°33′15″N 1°21′35″E / 36.554190°N 1.359683°E
- صخرة بحرية 36°33′06″N 1°20′57″E / 36.551556°N 1.349302°E
- صخرة بحرية 36°33′05″N 1°20′55″E / 36.551435°N 1.348648°E